# Injure et outrage en droit français
Pour les articles homonymes, voir Outrage.
Une injure est une parole offensante adressée délibérément à une personne dans le but de la blesser moralement, en cherchant à l'atteindre dans son estime de soi, son honneur ou sa dignité.
Une insulte, quasi synonyme d'injure, est cependant considérée comme une injure moins grave. Une injure grave est un outrage. À certaines époques ou dans certaines régions du monde là où les pouvoirs politiques et religieux sont ou étaient entremmêlés, l'injure et le blasphème étaient ou sont encore plus ou moins confusément liés (par exemple en France du Moyen Âge à la Révolution française, le roi était aussi de droit divin et l'insulte au roi était donc proche du blasphème). Le caractère privé ou public de l'injure ou de l'outrage a aussi une importance dans la gravité associée à l'acte d'injurier,,. La fonction de la personne injuriée ou outragée a une importance juridique et symbolique, dans le cas par exemple de l'outrage à magistrat, outrage au chef de l'État, etc. Ces notions ont des racines anciennes remontant au moins au droit grec et romain.

## L'injure et l'outrage dans le droit français
En France, selon l'article 29 de la loi du 29 juillet 1881 sur la liberté de la presse, « toute expression outrageante, termes de mépris ou invective qui ne renferme l'imputation d'aucun fait est une injure ». C'est ce dernier point, l'absence d'imputation de fait précis qui fait la différence, parfois difficile à apprécier, entre l'injure et la diffamation.
L'outrage est au delà des limites accordée à la liberté d'expression,, mais la notion d'outrage est en partie subjective et parfois d'appréciation difficile car les limites entre le droit de critique et l'injure ou l'outrage sont parfois floues .

### Injure

#### Régime de l'injure
Comme la diffamation, l'injure peut constituer un délit ou une contravention selon les conditions dans lesquelles elle est proférée, et peut être passible de peine de prison ou d'amende. En particulier, la gravité des sanctions varie selon qu'elle est publique ou non, qu'elle est ou non précédée de provocations de la part de la personne injuriée, et selon la qualité de la personne à laquelle elle s'adresse selon qu'il s'agit d'un particulier, d'un fonctionnaire public ou d'une institution, par exemple. L'injure crée automatiquement un préjudice à l'encontre de la personne injuriée, cependant son montant est souvent difficile à évaluer. Une injure publique est réprimée par la loi de 1881 (article 33), qui la punit d'une amende, aujourd'hui de 12 000 euros. Le code pénal (article R.621-2) fait de l'injure non publique une contravention de la 1re classe, soumise à une amende de 38 euros.
Les injures et diffamations publiques sont normalement prescrites après trois mois. La loi Perben II du 9 mars 2004 a porté ce délai à un an dans le cas où la diffamation ou l'injure ont été proférées en raison de l'ethnie, de la nation, de la race ou de la religion.

#### Exemples de condamnations pour injure
En 1992, la chambre criminelle de la Cour de Cassation qualifie d'injure le jeu de mots fait par Jean-Marie Le Pen ajoutant au nom du ministre Michel Durafour l'épithète « crématoire ».
Il a été considéré que le fait de vendre sur Internet des t-shirts sur lesquels étaient inscrits des propos homophobes constitue une injure publique à l'encontre des personnes homosexuelles.
Le moteur de recherche Google, suggérant des requêtes de recherche au fur et à mesure de la frappe (pratique très utilisée qui relève de la production participative ou crowdsourcing) a été condamnée pour avoir suggéré d'associer le mot « escroc » au nom d'une entreprise, ce qui a constitué selon la Cour d'Appel une injure publique.
Une salariée licenciée a été condamnée pour injure après avoir qualifié son ancienne entreprise d'association de malfaiteurs sur son blog.
Le chanteur Orelsan a d'abord été condamné pour injures et incitation à la violence envers les femmes en mai 2013[pourquoi ?] mais a été relaxé par la cour d'appel de Versailles le 18 février 2016.

### Outrage
Lorsqu'elle est proférée de manière non publique à l'égard d'une personne chargée d'une mission de service public, l'insulte prend le nom d'outrage. Le code pénal punit l'outrage en y incluant « les paroles, gestes ou menaces, les écrits ou images de toute nature non rendus publics ou l'envoi d'objets quelconques adressés à une personne chargée d'une mission de service public, dans l'exercice ou à l'occasion de l'exercice de sa mission, et de nature à porter atteinte à sa dignité ou au respect dû à la fonction dont elle est investie ». De tels faits via un forum Internet, même peu fréquenté, sont considérés comme publics, donc soumis à la loi sur la liberté de la presse. Cependant, l'article 434-24 prévoit que lorsque « l'outrage a lieu à l'audience d'une cour, d'un tribunal ou d'une formation juridictionnelle », la peine encourue est plus sévère.
La loi sur la liberté de la presse réprime aussi l'outrage commis contre les ambassadeurs ou agents diplomatiques étrangers. L'outrage s'appliquait autrefois à la religion ainsi qu'à la morale publique et aux bonnes mœurs (loi du 17 mai 1819), fondement de la condamnation de Baudelaire en 1857. L'outrage public à la pudeur a disparu au profit d'une description plus concrète des faits incriminés. La France, comme l'Allemagne, l'Italie ou l'Espagne, réprime l'outrage au drapeau, qui a été déclaré inconstitutionnel aux États-Unis par la Cour suprême. Dans les mêmes conditions, l'outrage public à l'hymne national, au cours d'une manifestation organisée ou réglementée par les autorités publiques, est réprimé par la loi française.